# 腰簑
腰簑（こしみの）は、腰にまとい、腰から下を覆う、短い簑である。
フラダンスで着用することがある。能装束でも用いられる。

## 概略
材料は、藁、菅（すげ）、蒲（がま）その他である。
石川県能美郡の藁製のドギノは腰簑の1つであろうという。
越中石動山でも行われていた。
肥前五島でお盆の「おねおみで念仏」の蒲製の袴も腰簑の1つであろうという。
伊勢山田の羯鼓踊の菅製の腰簑はツクといい、かつては漁労者、また猿引きなどが着けた。
「筆の霊」には、「腰簑の状は西行物語の画、十二類の画巻、また福富草紙の絵などの中にも見えたり、今猟師の著る物と同じくて、大方腰のほどにのみまとひぬ」とあり、「板坂卜斎記」、関ヶ原の戦いののち石田治部少輔の捕はれる条に、「笠を被り腰簑をして端折れり」とあり、「応仁乱消息」には、織田信長の装束について、「御腰簑白熊」とあるから、必ずしも民間、下層に限られたものではなかったらしい。